# Altpreußisches Kürassierregiment K 8 (1806)
Das Altpreußische Kürassier-Regiment Nr.8 wurde 1690 formiert und 1806 aufgelöst. Es nahm an zahlreichen Feldzügen teil und hatte mit Friedrich Wilhelm von Seydlitz einen der bedeutendsten preußischen Kavallerieführer zum Chef.

## Formation
Im Jahr 1690 warb der Obrist Freiherr Kaspar Friedrich von Lethmate zwei Kompanien zur Verstärkung des Regiments Kurprinz. Stattdessen errichtete man aus diesen Kompanien sowie zwei Mecklenburgische Kompanien Reiter sowie zwei Kompanie bayreuthische Reiter, ein Regiment unter dem Kommando des Markgrafen Christian Ernst von Brandenburg-Bayreuth.
Im Jahr 1718 wurden vier Kompanien des Regiments von Heyden einverleibt. Damit kam das Regiment auf 10 Kompanien (5 Eskadrons).

### Auflösung
Nach der preußischen Niederlage in der Schlacht bei Jena und Auerstedt mussten die Reste des Regiments am 29. Oktober 1806 bei Pasewalk kapitulieren. Das Depot des Regiments geriet bei der Kapitulation von Schweidnitz am 16. Februar 1807 in Gefangenschaft. Bei Pasewalk war aber ein Detachement entkommen und bis nach Preußen gelangt. Dort wurde er zusammen mit den Resten des Dragoner-Regiments Nr.2, in das provisorische Eskadron Reisewitz zusammengefasst. Dieses war während des Feldzuges in Preußen (Ende Mai 1807), dass 6. Eskadron des Kürassier-Regiments Nr.4 (Wagenfeld) und wurde diesem durch Kabinettsorder vom 16. Oktober 1807 endgültig einverleibt.

## Standarten und Pauken
Während des Siebenjährigen Krieges hatte das Regiment keine Standarte verloren. Die 1806 geführten Standarten waren in der Festung Erfurt eingelagert und wurden vor der Kapitulation von Erfurt zerstört.
Die dem Regiment vom Kaiser Josef geschenkten silbernen Pauken und Paukenfahnen gingen bei der Kapitulation von Schweidnitz 1807 verloren.

## Feldzüge
Das Regiment nahm an den folgenden Feldzügen und Kriegen teil:
- Großer Türkenkrieg
- Spanischer Erbfolgekrieg
- Erster Schlesischer Krieg
- Zweiter Schlesischer Krieg
- Siebenjähriger Krieg
- Bayerischer Erbfolgekrieg
- Vierter Koalitionskrieg

### Großer Türkenkrieg
1691Schlacht bei Slankamen: Tot: 1 Offizier, 5 Unteroffiziere, 61 Mann Verwundet:4 Offiziere, 1 Unteroffizier, 59 Mann sowie 104 Pferde
1693Belagerung von Groß Wardein, Belagerung von Belgrad
1695Schlacht bei Peterwardein
1696Schlacht bei Temeswar
1697Schlacht bei Zenta

### Spanischer Erbfolgekrieg
1702Belagerung von Kaiserswerth, Belagerung von Venloo, Belagerung von Roermonde
1703Belagerung von Geldern
1704Schlacht bei Höchstädt: Das Regiment erobert eine Standarte

### Erster Schlesischer Krieg
1742Schlacht bei Chotusitz

### Zweiter Schlesischer Krieg
1744Belagerung von Prag
1745Gefechte in Oberschlesien, Gefecht bei Neustadt
1745Schlacht bei Hohenfriedberg: Tot: 6 Offizier, 4 Unteroffiziere, 80 Mann
1745Schlacht bei Soor: Zusammen mit dem Kürassier-Regiment Nr.9 greift es die Infanterie-Regimenter Nr.17 (Kollowrat) und Nr.40 (Damnitz) an. Diese werden gefangen genommen und dazu 8 Fahnen erobert. Tot: 2 Offizier, 1 Unteroffiziere, 19 Mann
1745Schlacht bei Katholisch-Hernnersdorf: es wird eine Standarte und 1 Paar Pauken des Kürassier-Regiments Dalwitz sowie 3 Fahnen des Regiments Sachsen-Gotha

#### Orden
1745 Pour le Méritefür Oberst Johann Carl Friedrich zu Carolath-Beuthen für Hohenfriedberg

### Siebenjähriger Krieg
1756Schlacht bei Lobositz: Tot: 1 Offizier, 3 Unteroffiziere, 42 Mann, Verwundet: 5 Offizier, 19 Unteroffiziere, 73 Mann, 3 Unteroffizier und 15 Mann vermisst
1757Schlacht bei Prag, Schlacht bei Kolin
1757Schlacht bei Roßbach: mit Seydlitz sprengt es die Kavallerie, es erobert 2 Fahnen, 5 Standarten sowie mehrere Kanonen
1757Schlacht bei Leuthen
1757Belagerung von Breslau, Belagerung von Schweidnitz
1758Belagerung von Olmütz
1758Schlacht bei Zorndorf: nach der Niederlage der Infanterie, stürzte sich Seydlitz zuerst auf den rechten russischen Flügel, zusammen mit den Kürassier-Regimentern 5, 10, 13 und den Dragoner-Regimenter 1,3,7 brachte er die feindliche Infanterie zum Stehen, 4 Karrees wurde vernichtet, 37 Geschütze, 6 Fahnen und 1 Standarte erobert. Tot: 3 Offiziere, 54 Mann, Verwundet: 5 Offizier, 5 Unteroffiziere, 87 Mann, 1 Offizier vermisst
1758Schlacht bei Hochkirch
1759Gefechte in Sachsen, Gefecht bei Hoyerswerda
1760Belagerung von Dresden
1760Schlacht bei Liegnitz:Das Regiment kämpft mit den Infanterie-Regiments Nr.1 (Kaiser Toskana), Nr.24 (Emanuel Stahremberg), Nr.35 (Karl August Waldeck); dabei werden 5 Bataillone gefangen genommen, 6 Fahnen und 11 Kanonen erobert; Tot: 5 Offiziere, 9 Unteroffiziere, 97 Mann
1760Schlacht bei Torgau
1761Gefecht bei Langensalza, Streifzug nach Schwarzburg-Rudolstadt, Lager von Bunzelwitz, Wahlstadt
1762Gefecht bei Burkersdorf und Leutmansdorf, Schlacht bei Reichenbach, Belagerung von Schweidnitz

#### Orden
1757Pour le Mérite für Oberst Friedrich Wilhelm von Seydlitz für Kolin
1757Schwarzer Adlerorden für Oberst von Seydlitz für Roßbach
1758Pour le Mérite für Oberst Levin Gideon Friedrich von Apenburg für Zorndorf
1761Pour le Mérite für Oberst Friedrich Wilhelm Lölhöffel von Löwensprung für Langensalza

### Bayerischer Erbfolgekrieg
- 1778/79 bei der Armee des Königs

### Vierter Koalitionskrieg
1806Schlacht bei Auerstedt, Gefecht bei Boldekow (24 Mann gefangen)